# Бединка
Бединка — деревня в Шатровском районе Курганской области. Входит в состав Самохваловского сельсовета.

## География
Деревня расположена примерно в 16 км к северу от села Самохвалово.
Является самым северным населённым пунктом Курганской области.

## История
С 10 июня 1959 года по 27 января 1995 года посёлок Бединка был центром Бединского сельсовета.

## Население
| 1989 | 2002 | 2010 |
| ---- | ---- | ---- |
| 354  | ↘38  | ↘7   |